# Jaminton Campaz
Jaminton Campaz, né le 24 mai 2000 à Ibagué en Colombie, est un footballeur international colombien qui évolue au poste d'ailier gauche à Rosario Central.

## Biographie

### Deportes Tolima
Natif de Ibagué en Colombie, Jaminton Campaz est formé par le Deportes Tolima, club se situant proche de sa ville natale. Il est très tôt considéré comme l'un des joueurs les plus prometteurs de sa génération.
Le 10 mai 2019, il participe à son premier match de Copa Libertadores, alors que son club affronte le CD Jorge Wilstermann. Il entre en jeu lors de cette partie remportée par les siens (0-2 score final). Le 4 octobre 2019, Campaz se fait remarquer en inscrivant un doublé et en délivrant une passe décisive lors de la victoire de son équipe face au Deportivo Cali, en championnat (5-2).
En 2019, il s'impose comme un élément important de son équipe, à seulement 19 ans.

### Grêmio
Le 13 août 2021, un accord est conclu entre le Deportes Tolima et Grêmio pour le transfert de Jaminton Campaz. Le jeune colombien rejoint officiellement le club brésilien quatre jours plus tard.

### Rosario Central
En février 2023, Jaminton Campaz est prêté jusqu'en décembre 2023 au Rosario Central.
Campaz inscrit son premier but pour Rosario Central le 13 avril 2023, lors d'une rencontre de championnat face au CA Independiente. Titularisé, il donne la victoire à son équipe en étant le seul buteur de la partie.

### En équipe nationale
Jaminton Campaz est sélectionné avec l'équipe de Colombie des moins de 17 ans pour participer au championnat sud-américain des moins de 17 ans en 2017. Lors de cette compétition organisée au Chili, il joue neuf matchs. Il se met en évidence en inscrivant trois buts, contre l'Uruguay, la Bolivie et l'Équateur. Il dispute ensuite quelques mois plus tard la Coupe du monde des moins de 17 ans. Lors du mondial junior organisé en Inde, il joue les quatre matchs de son équipe, dont le huitième de finale perdu face à l'Allemagne (0-4).
En mai 2021 il est retenu par le sélectionneur Reinaldo Rueda avec l'équipe nationale de Colombie pour participer à la Copa América 2021. C'est lors de cette compétition qu'il honore sa première sélection, le 17 juin 2021, contre le Venezuela. Il entre en jeu à la place de Luis Muriel et les deux équipes se neutralisent (0-0).

## Style de jeu
Ailier gaucher au petit gabarit, Campaz est décrit comme un bon dribbleur et doté d'un bon sens du but.

## Palmarès

### En club
Deportes Tolima
- Champion de Colombie
  - 2018.